# A Knight of the Seven Kingdoms
A Knight of the Seven Kingdoms ist eine in Entwicklung befindliche US-amerikanische Fantasyserie. Sie ist nach House of the Dragon die zweite Prequelserie der Fantasyserie Game of Thrones (2011–2019), die wiederum auf George R. R. Martins Romanreihe Das Lied von Eis und Feuer basiert. Als Vorlage des Spin-offs, das etwa 90 Jahre vor der Originalserie spielt, dient Martins Trilogie Der Heckenritter von Westeros: Das Urteil der Sieben (Originaltitel: Tales of Dunk and Egg). Die Literaturverfilmung A Knight of the Seven Kingdoms handelt von den Abenteuern von Ser Duncan dem Großen und Aegon V. Targaryen. Die erste Staffel, die sechs Episoden umfasst, soll Ende 2025 veröffentlicht werden.

## Produktion
Im April 2023 gab HBO die Serienproduktion in Auftrag. Zu diesem Zeitpunkt hatte Ira Parker, eine Drehbuchautorin der ersten Staffel von House of the Dragon, bereits das Drehbuch für eine Pilotfolge geschrieben.
Im Februar 2024 begann die Vorproduktion. Die Dreharbeiten fanden von Juni bis September desselben Jahres in Belfast, auf der Glenarm Castle (im County Antrim) und in London statt.